# Positionslicht

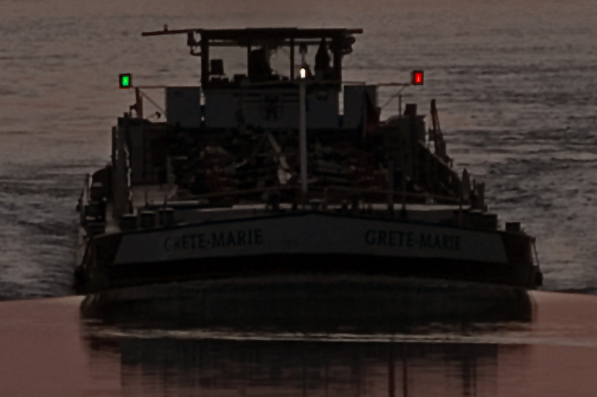
Entgegenkommendes Motorschiff mit drei Positionslichtern

Ein Positionslicht ist eine Lichtquelle an Luft- und Wasserfahrzeugen, die dazu dient, andere Verkehrsteilnehmer auf benachbarte Fahrzeuge, deren Position und Bewegungsrichtung hinzuweisen, um Kollisionen zu vermeiden. Unter diesem Begriff werden Seitenlichter und Hecklicht zusammengefasst sowie bei Wasserfahrzeugen Topplichter.

## Farben und Sektoren

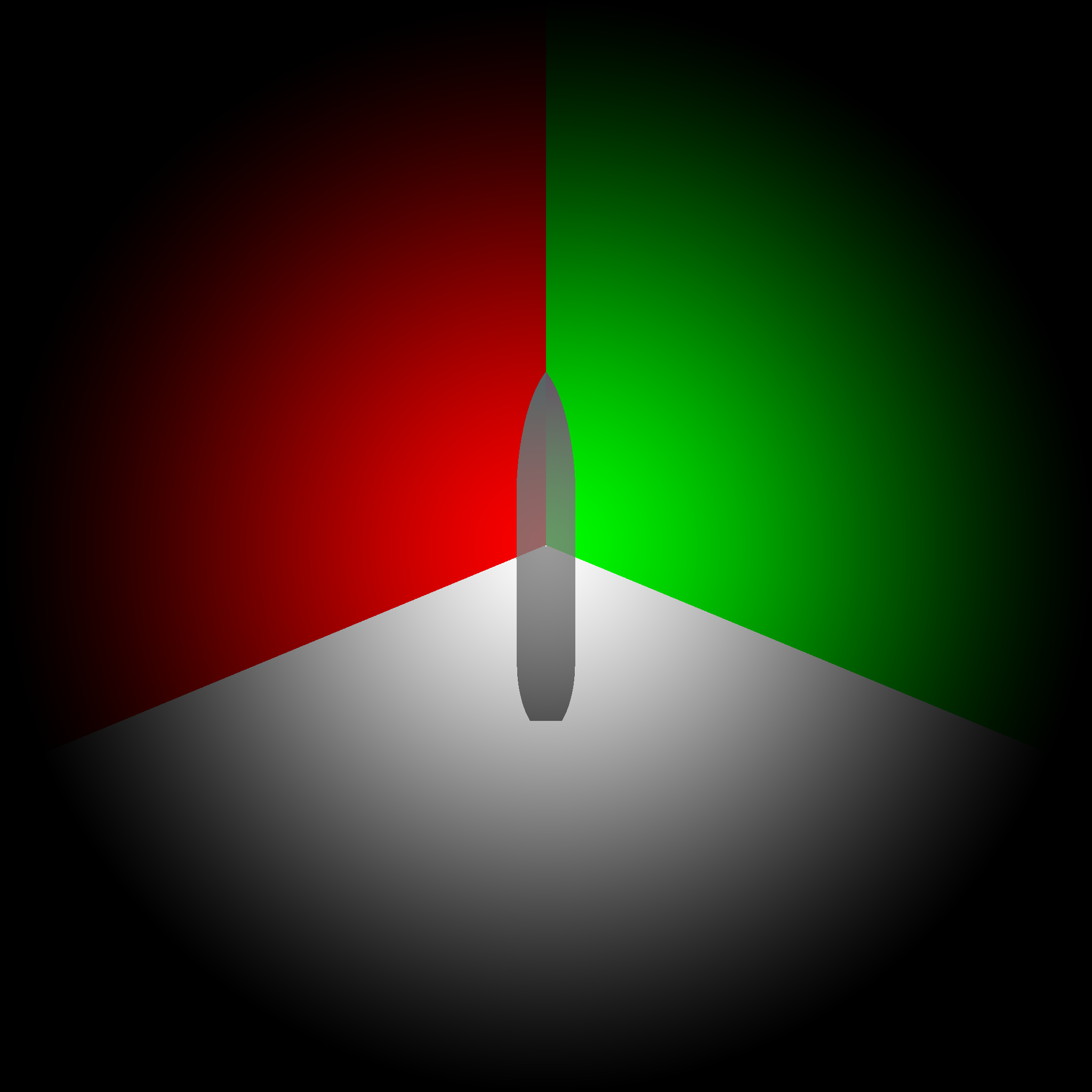
Schiff, Winkel des Hecklichts 135°
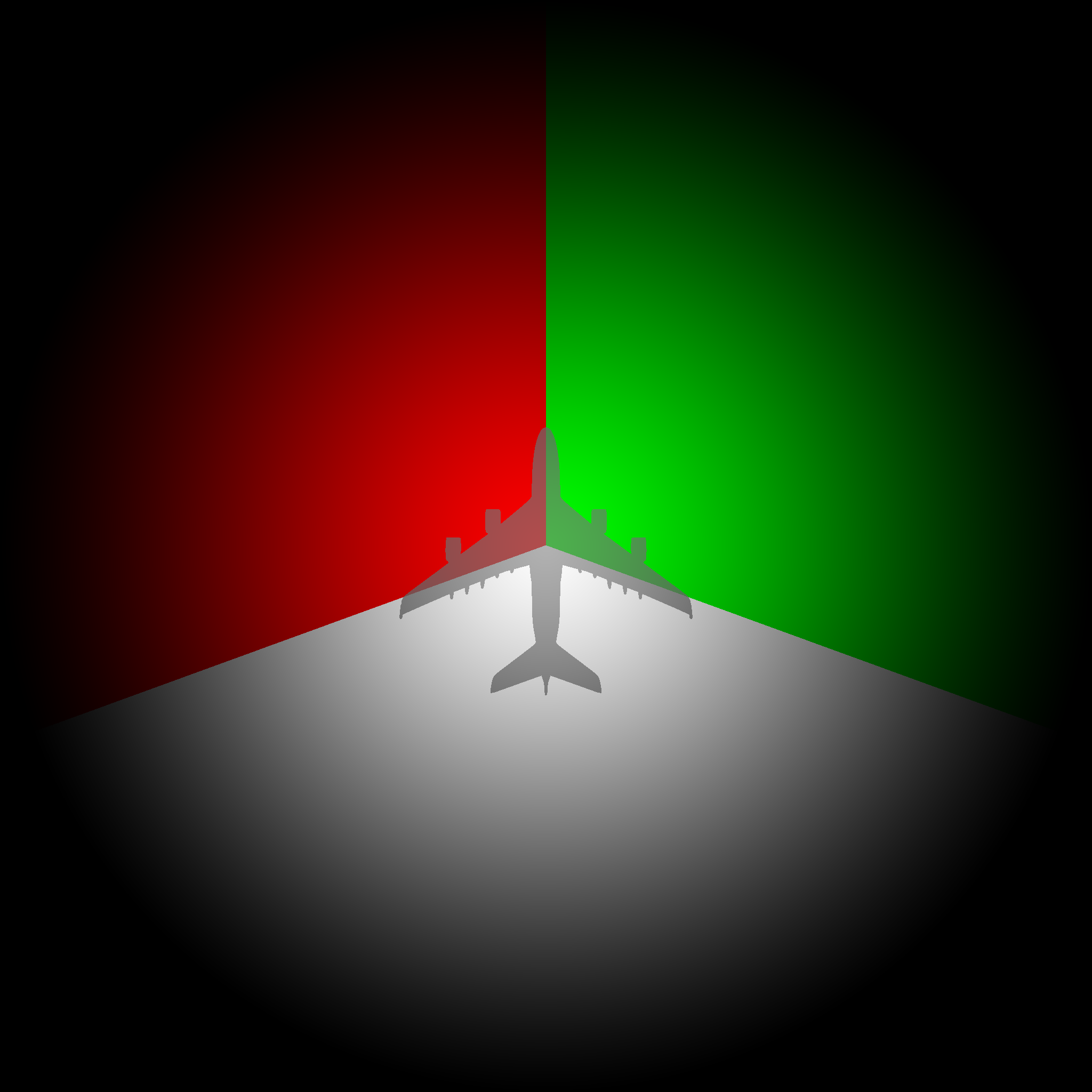
Flugzeug, Winkel des Hecklichts 140°

Gemeinsam ist Luft- und Wasserfahrzeugen, dass die Positionslichter drei Sektoren mit jeweils unterschiedlichen Farben beleuchten:
- in Fahrt- bzw. Flugrichtung rechts vorne (steuerbord): grün
- in Fahrt- bzw. Flugrichtung links vorne (backbord): rot
- nach hinten (achteraus): weiß

Die Seitenlichter (grün und rot) überstreichen dabei bei Wasserfahrzeugen einen Winkel von je 112,5°, bei Luftfahrzeugen von je 110°, das Hecklicht (weiß) bei Wasserfahrzeugen die verbleibenden 135° des Kreisbogens, bei Luftfahrzeugen entsprechend 140°.

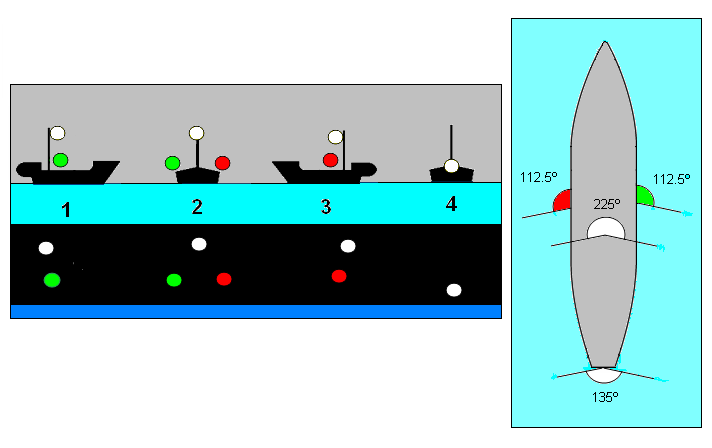
Schematische Darstellung der Positionslichter:
1 von links nach rechts fahrend
2 auf mich zu fahrend
3 von rechts nach links fahrend
4 von mir weg fahrend

Wasserfahrzeuge unter Maschinenantrieb führen zusätzlich zwei weiße Topplichter, die den Bereich der Seitenlichter überstrahlen, das hintere höher als das vordere angebracht. Fahrzeuge von weniger als 50 m Länge können auf das hintere der beiden Topplichter verzichten.
Durch die Positionslichter werden die Ausweichregeln zwischen Wasser- bzw. Luftfahrzeugen signalisiert. Von Rechts kommendem Verkehr mit Vorfahrts- bzw. Vorflugrecht wird dies durch das zu sehende grüne Positionslicht signalisiert, von links kommendem Verkehr wird durch das rote Positionslicht Ausweichpflicht signalisiert. Von Vorne sind beide Positionslichter sichtbar und beide Fahrzeuge haben nach Steuerbord bzw. Rechts auszuweichen, von hinten ist nur das weiße Hecklicht sichtbar.

## Vorschriften
Die von Flugzeugen zu führenden Lichter sind beispielhaft in Europa in der Durchführungsverordnung (EU) Nr. 923/2012 (SERA) geregelt. Sie sind dann vorgeschrieben, wenn man zwischen dem Ende der bürgerlichen Abenddämmerung (ECET) und Beginn der bürgerlichen Morgendämmerung (BCMT) fliegen möchte. Sofern Positionslichter am Luftfahrzeug vorhanden sind, sind sie bei Tag und Nacht zu betreiben.
Die Lichterführung von Wasserfahrzeugen ist im Seebereich in den Kollisionsverhütungsregeln (KVR) und in Deutschland ergänzend in der Seeschifffahrtsstraßen-Ordnung (SeeSchStrO) geregelt, im deutschen Binnenbereich in der Binnenschifffahrtsstraßenordnung (BinSchStrO). Die Lichter nach diesen Vorschriften sind zwischen Sonnenuntergang und Sonnenaufgang, sowie am Tag bei unsichtigem Wetter (Regen, Nebel, Schneefall) zu führen, sofern sich die Wasserfahrzeuge auf Hoher See oder in Küstengewässern, sowie in Fahrt auf Binnenschifffahrtsstraßen befinden. In Fahrt heißt, nicht vor Anker liegen, nicht festgemacht sind und nicht auf Grund sitzen.

## Anbringung der Lichter

### Luftfahrzeuge

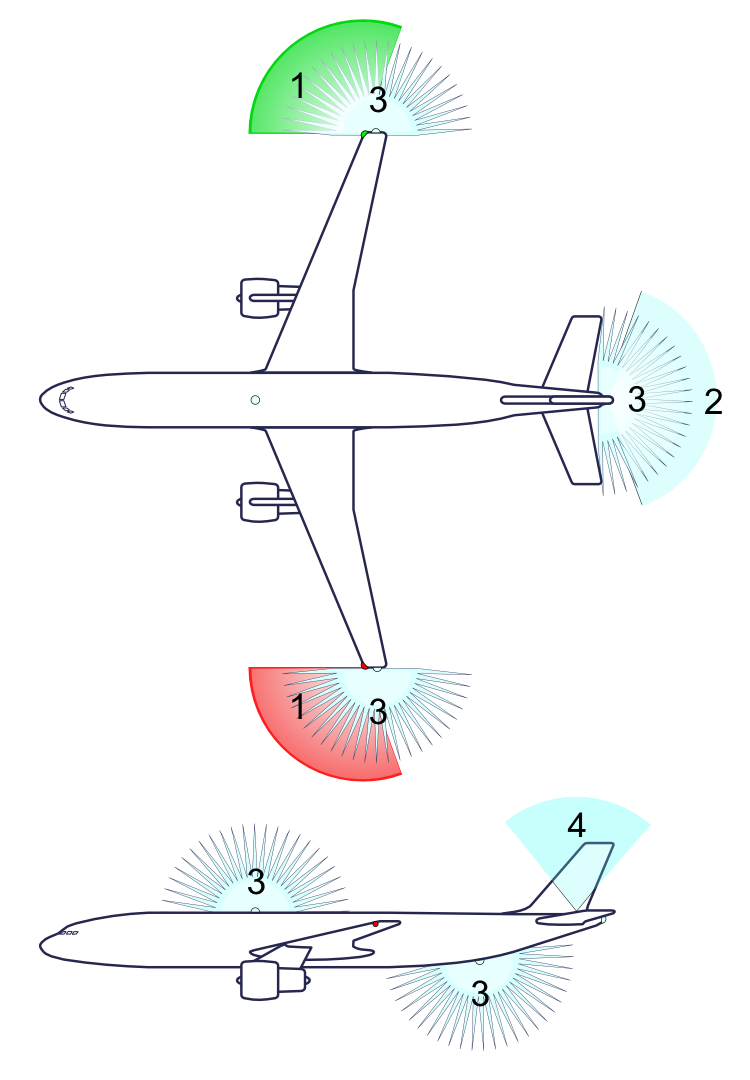
Schematische Darstellung zur Lage der Positionslichter bei Luftfahrzeugen

Beim Flugzeug befinden sich die Positionslichter links und rechts an den äußeren Tragflächenenden und bilden damit gleichzeitig die äußere Begrenzung des Luftfahrzeuges. Das weiße Licht befindet sich am Heck. Bei einigen Herstellern sind weitere Positionslichter direkt links und rechts am Rumpf befestigt. Die Intensität der Positions- und Stroboskoplichter durchdringt auch leichte Wolken und Nebel. Damit ist auch nachts die Richtung und Lage benachbarter Flugzeuge zu erkennen.

### Wasserfahrzeuge
Wasserfahrzeuge führen die Seitenlichter an den Seiten des Fahrzeuges und das Hecklicht am Heck. Auf einem Fahrzeug von weniger als 20 m Länge dürfen nach Regel 21 b KVR die Seitenlichter in einer Zweifarbenlaterne über der Längsachse geführt werden. Ein Segelfahrzeug von weniger als 20 m Länge darf nach Regel 25 b KVR Seitenlichter und Hecklicht in einer Dreifarbenlaterne vereinigt führen, die an oder nahe der Mastspitze angebracht ist. Fährt ein solches Segelfahrzeug jedoch unter Maschine, muss es die dann vorgeschriebenen Lichter führen.
Zur technischen Ausführung von Positionslichtern bei Wasserfahrzeugen siehe Hauptartikel Positionslaterne.

## Weitere Lichter bei Wasserfahrzeugen
Die hier beschriebenen Positionslichter im engeren Sinne bilden nur einen Teil der Lichter, die Wasserfahrzeuge führen, um neben Position und Fahrtrichtung Schiffstyp, Betriebszustand und Ähnliches anzuzeigen, siehe hierzu Hauptartikel Lichterführung.

## Weitere Lichter bei Luftfahrzeugen

### Kollisionswarnlichter
Bei Kollisionswarnlichtern (engl. Anti Collision Light, (ACL)) handelt es sich um ein rotes Blitzlicht (engl. Beaconlight), welches meist auf dem Leitwerk oder auf dem Rumpf, und ein weißes Blitzlicht (engl. Strobe, Stroboskoplampe), welches an den Flächenspitzen eines Flugzeuges angebracht ist. Bei vielen Flugzeugen befindet sich noch ein zweites Beaconlight auf der Rumpfunterseite sowie ein weiteres Strobe am Rumpfheck. Beacon- und Strobelights sind miteinander synchronisiert. Bei älteren Luftfahrzeugen dient oft ein Rundumlicht, das als Beaconlight ausgeführt ist, als Kollisionswarnlicht. Beaconlights werden mehr und mehr von reinen Stroboskoplampen, Strobes ersetzt. Vorteil dieser Stroboskoplampen ist größere Helligkeit und Sichtbarkeit, die auch bei schlechteren Witterungsverhältnissen wie z. B. bei leichtem Nebel oder Regen ein hohes Maß an Kollisionsschutz bietet.
Bei Vorhandensein von beiden Einrichtungen von Kollisionswarnleuchten, also Beaconlight und Strobelight, zeigen eingeschaltete Beaconlights an, dass die Triebwerke laufen oder das Anlassen unmittelbar bevorsteht. Dies ist ein Warnhinweis für alle Personen auf dem Vorfeld, auf die nötigen Sicherheitsabstände zu achten. Um unnötiges Blenden des Bodenpersonals zu vermeiden, werden die hochintensiven Stroboskoplampen der Strobes erst beim Aufrollen auf die Piste eingeschaltet. In der Luft dienen sie als optische Warnung zur Vermeidung von Zusammenstößen.
Bei Segelflugzeugen kommen indes auch sogenannte Haubenblitzer zum Einsatz. Diese bestehen aus mehreren sehr hellen roten (vereinzelt auch grün, oder weiß) Leuchtdioden, welche in die Haube geklebt und mit der Bordelektronik verbunden werden. Diese blitzen mit einem regelmäßigen Tonus, oder vermehrt bei FLARM-Kontakt. Dies soll vor allem eine Kollision von sich frontal entgegenkommenden Segelflugzeugen verhindern, deren schmale Silhouette vor Wolken nur schwer zu erkennen ist. 
Neben der Kollisionsvermeidung hat die unterschiedliche Synchronisation, die je nach Hersteller voneinander abweicht, noch den Effekt, Flugzeuge unterschiedlicher Hersteller an der Art des Aufblitzens ihrer Strobes und Beacons zu erkennen. Zum Beispiel blitzen bei Airbus-Flugzeugen der Serien A300-600 und A310-300 und später (also A320/A330/A340/A380) die Stroboskoplichter zwei Mal kurz hintereinander auf, während bei Maschinen des Herstellers Boeing dies nur einmal der Fall ist.
Inzwischen hält die LED-Technologie auch bei den Flugzeugbeleuchtungen Einzug. So sind zum Beispiel die neuesten Boeing-Modelle 787 und 747-8 neben einigen Businessjets neuester Generation bereits damit ausgerüstet.

### Weitere Außenleuchten

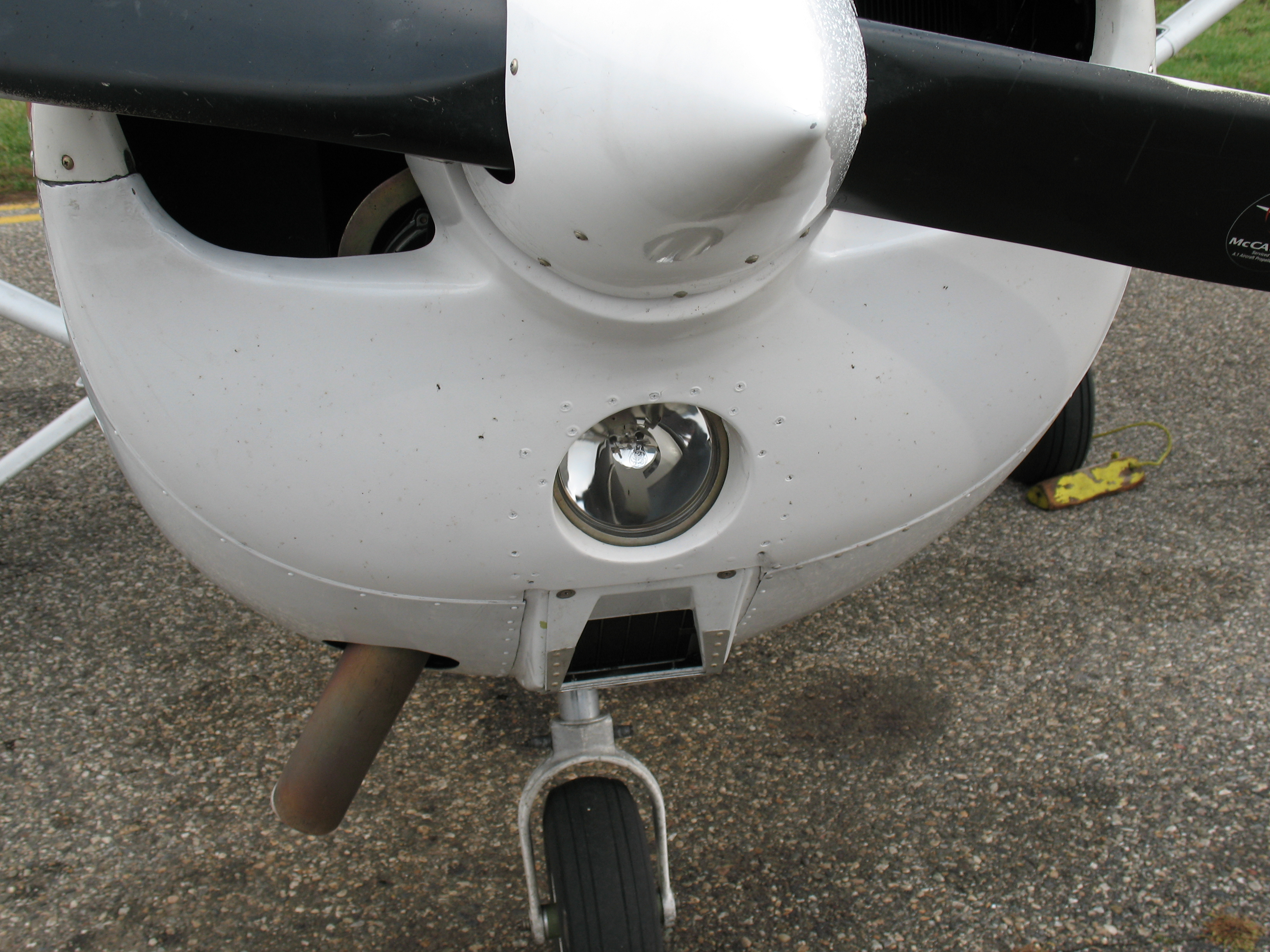
Landescheinwerfer einer Cessna 172

Am Flugzeug gibt es neben den Positionslichtern außen noch weitere Beleuchtungseinrichtungen, die der Besatzung das sichere Führen des Flugzeugs erleichtern, so etwa lichtstarke Lande- und Rollscheinwerfer sowie Lichter am Rumpf und den Tragflächen zur Beobachtung sensibler Bauteile wie z. B. der Lufteinläufe der Triebwerke oder aber der Tragflächenvorderkanten auf Eisansatz. Ebenso sind bei Verkehrsflugzeugen Logo Lights vorhanden, die die Seitenleitwerksflosse mit dem darauf befindlichen Logo der Fluggesellschaft mit weißem Licht anstrahlen. Grund ist hierfür einerseits, eine gewisse Werbewirkung zu erzielen und andererseits das Flugzeug bei Rollbewegungen am Boden besser erkennbar und für die Vorfeldkontrolle besser visuell unterscheidbar zu machen. Die Logo Light-Scheinwerfer sind meist in der Oberseite der Höhenleitwerksflossen oder in deren Randbögen eingebaut.